# Crocothemis
Crocothemis ist eine Gattung der Großlibellen (Anisoptera) in der Familie der Segellibellen (Libellulidae). Innerhalb dieser wird die Gattung der Unterfamilie Sympetrinae zugeordnet. Das Taxon wurde 1868 von Friedrich Moritz Brauer aufgestellt. Die Arten dieser Gattung sind weltweit verbreitet. Dies liegt unter anderem daran, dass einige Arten, wie beispielsweise Crocothemis servilia, neue Habitate kolonisieren.

## Merkmale
Crocothemis-Arten sind mittelgroße Libellen und werden 41 bis 43 Millimeter groß. Die Männchen der meisten Vertreter sind leuchtend rot, nur Crocothemis sanguinolenta und Crocothemis nigrifrons sind orange bzw. blau.

## Systematik
Der Gattung Crocothemis werden 9 rezente Arten zugerechnet.

### Arten in Deutschland
In Deutschland kommen folgende Arten vor:
- Feuerlibelle (Crocothemis erythraea)

### Auflistung der beschriebenen Arten
Im Folgenden eine Liste der beschriebenen Arten mit deren Verbreitungsgebiet (GBIF, Stand 2025):
- Crocothemis brevistigma Pinhey, 1961 – Afrotropis
- Crocothemis chaldaeorum Morton, 1920 – Arabien
- Crocothemis divisa Karsch, 1898 – Afrotropis, Madagaskar
- Crocothemis erythraea (Brullé, 1832) – Westpaläarktis, Afrotropis, Orientalis
- Crocothemis nigrifrons (Kirby, 1894) – Australien, Neuguinea, Salomonen
- Crocothemis sanguinolenta (Burmeister, 1839) – Afrotropis, Arabien, Naher und Mittlerer Osten
- Crocothemis saxicolor Ris, 1919 – Afrotropis
- Crocothemis servilia (Drury, 1773) – Paläarktis, Orientalis, Südostasien, Hawaii, Kuba, Florida
- Crocothemis striata Lohmann, 1981 – Madagaskar

## Bilder

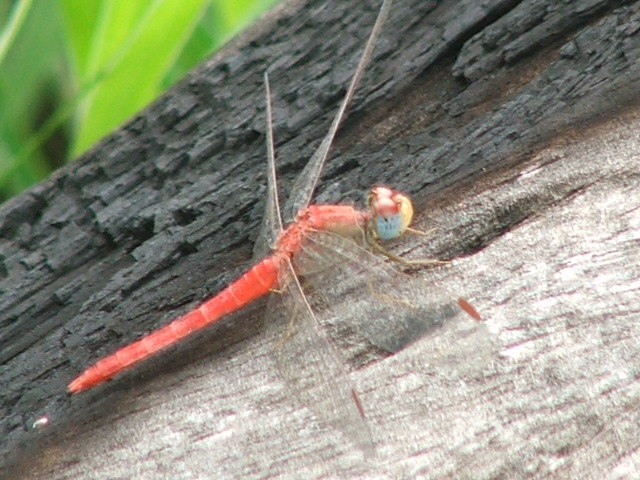
Crocothemis divisa ♂
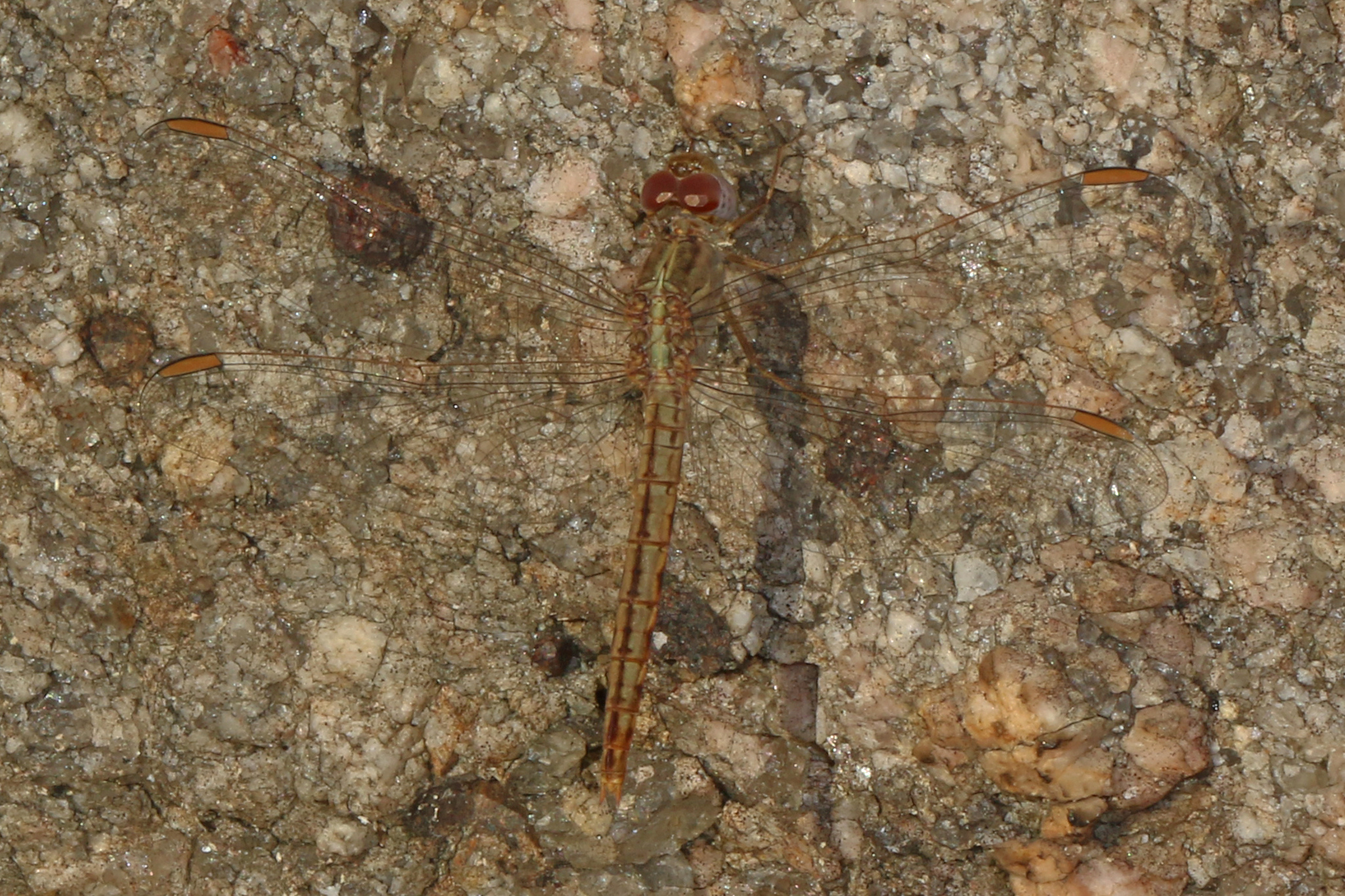
Crocothemis divisa ♀
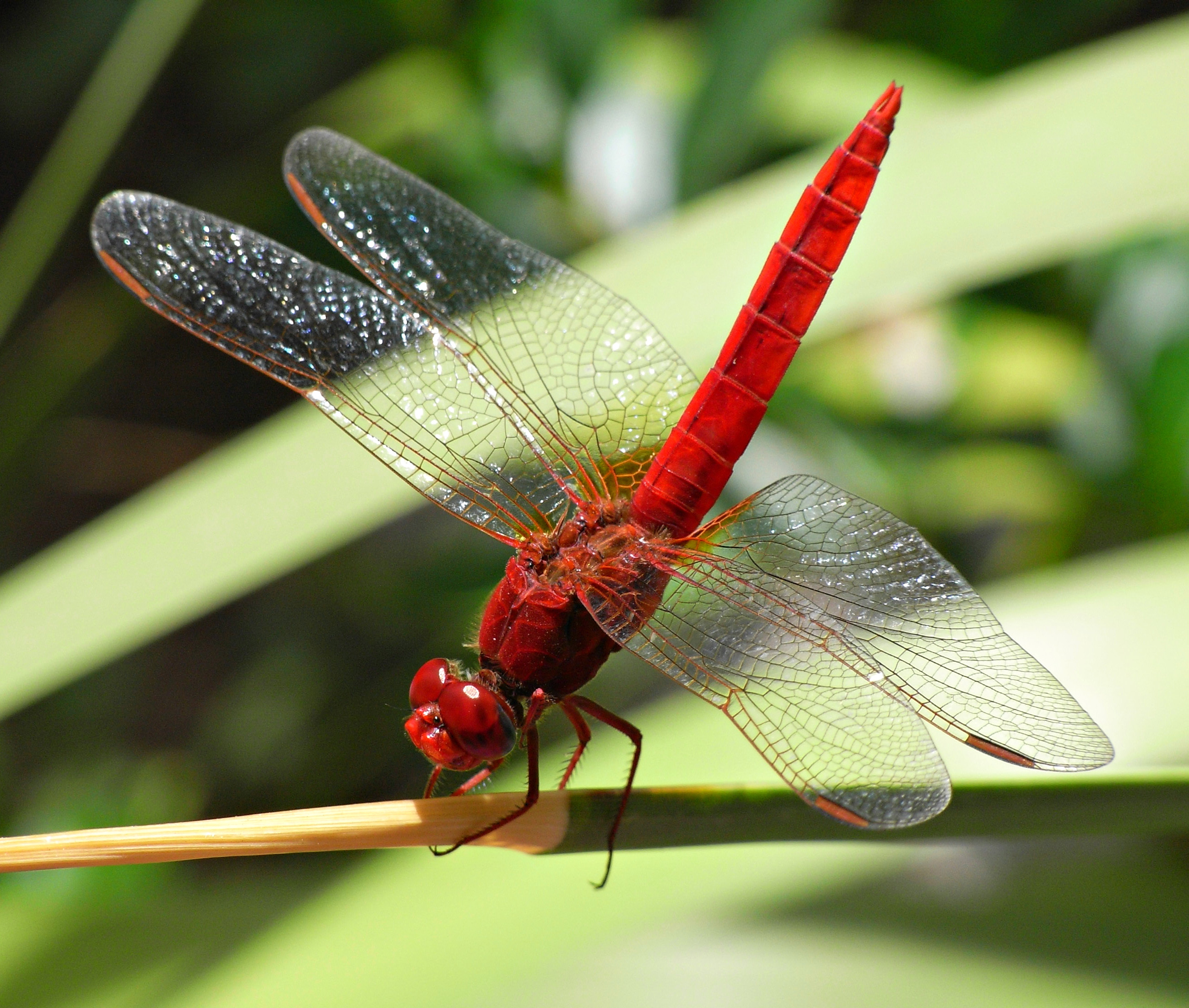
Crocothemis erythraea ♂
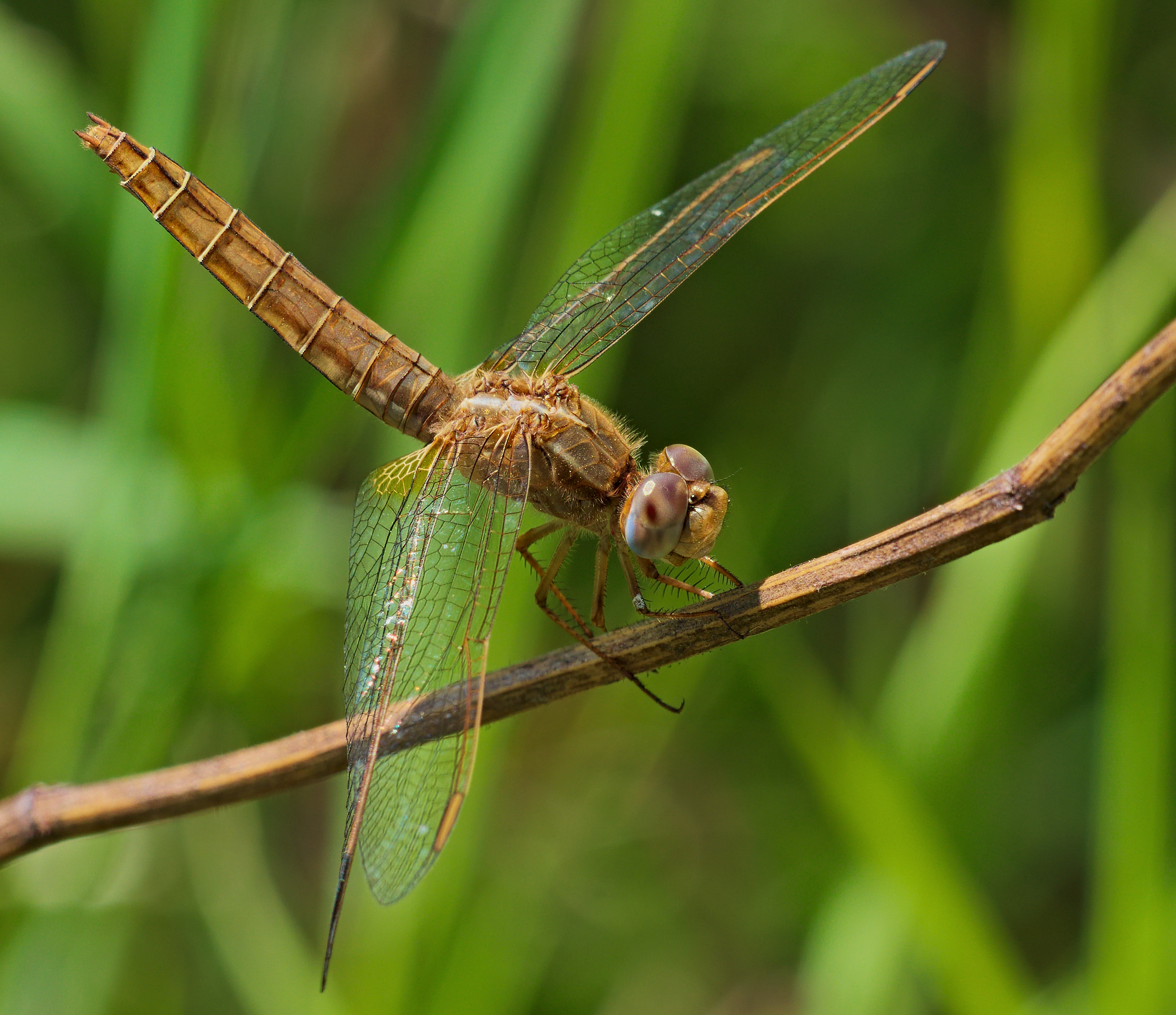
Crocothemis erythraea ♀
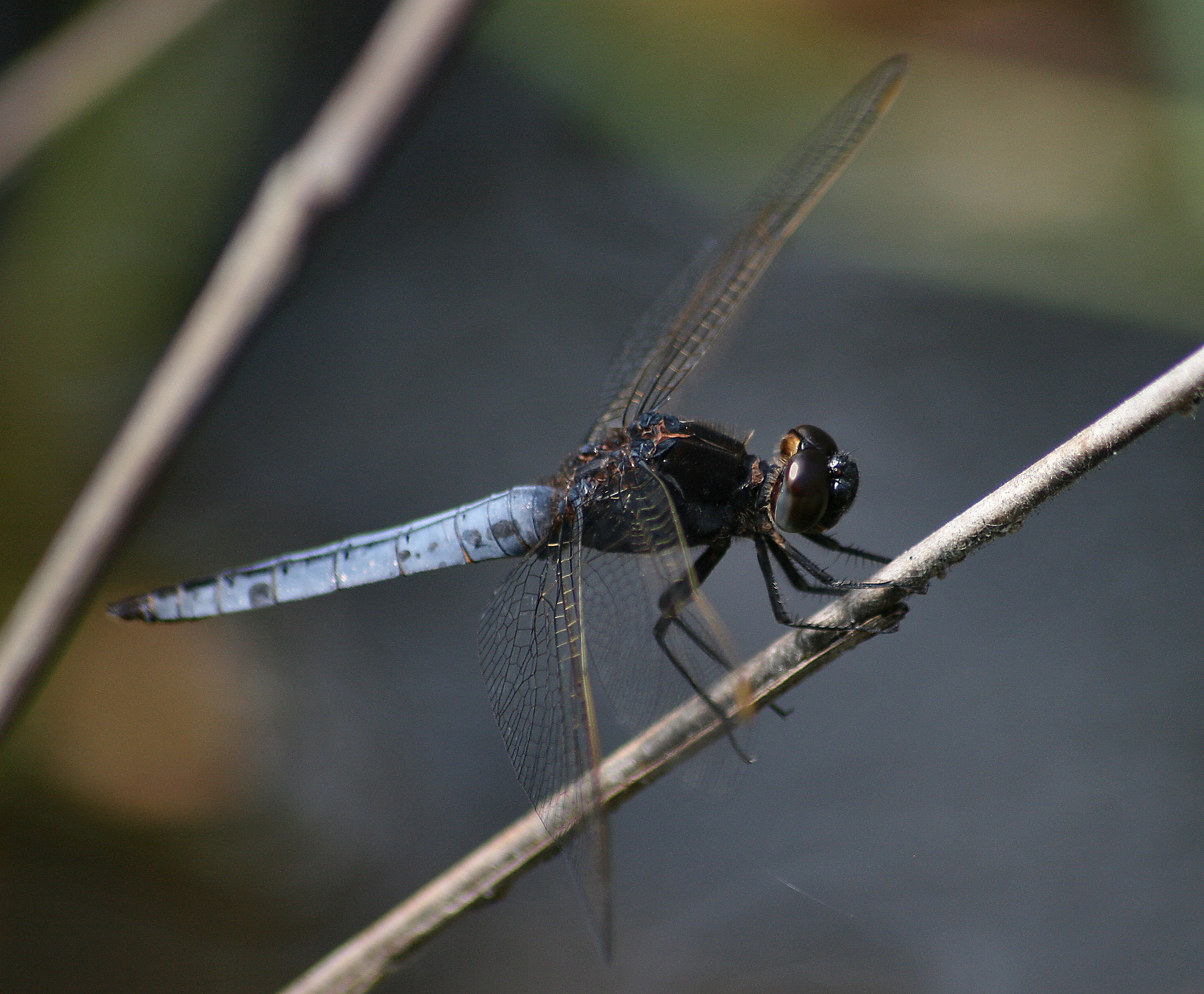
Crocothemis nigrifrons ♂
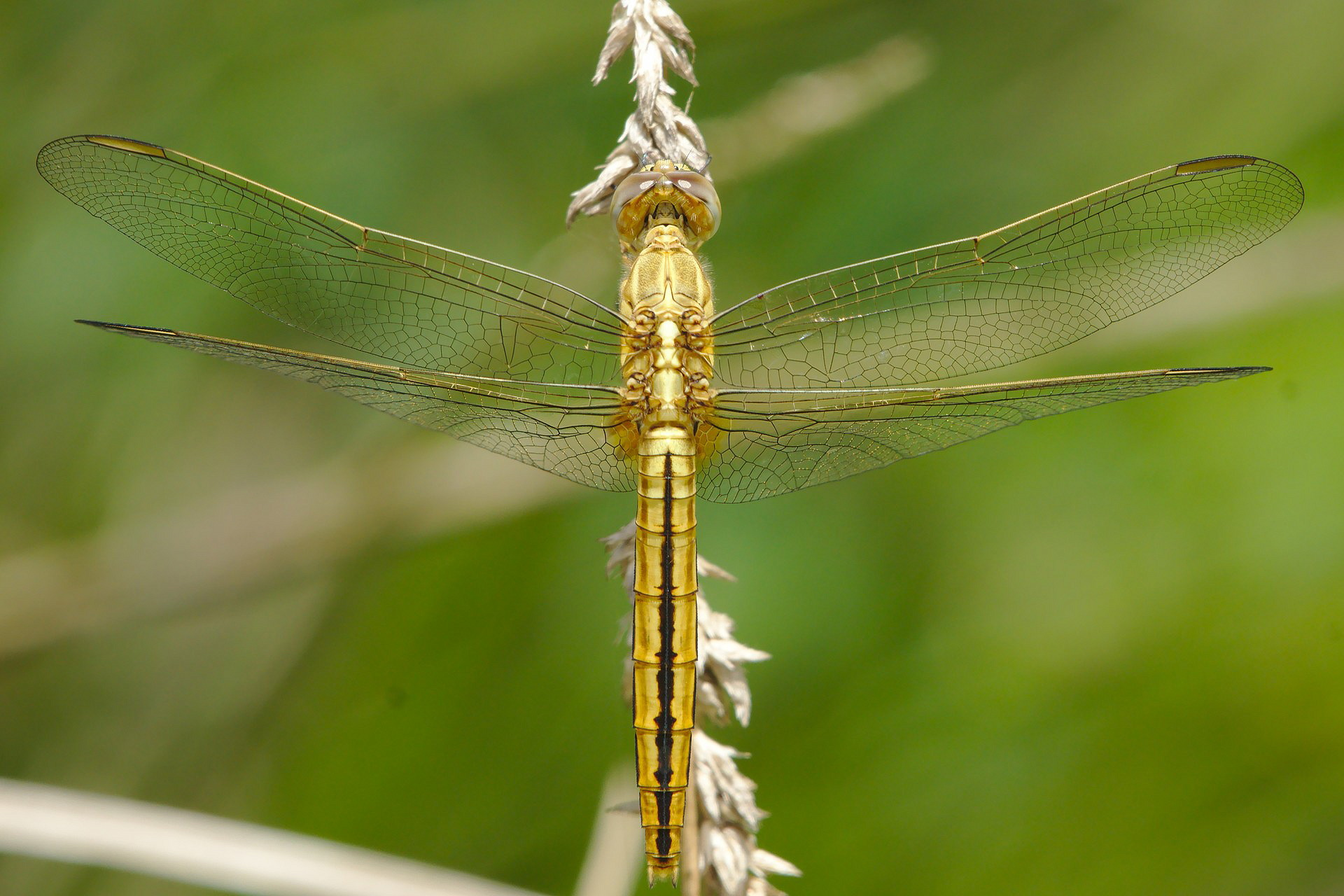
Crocothemis nigrifrons ♀
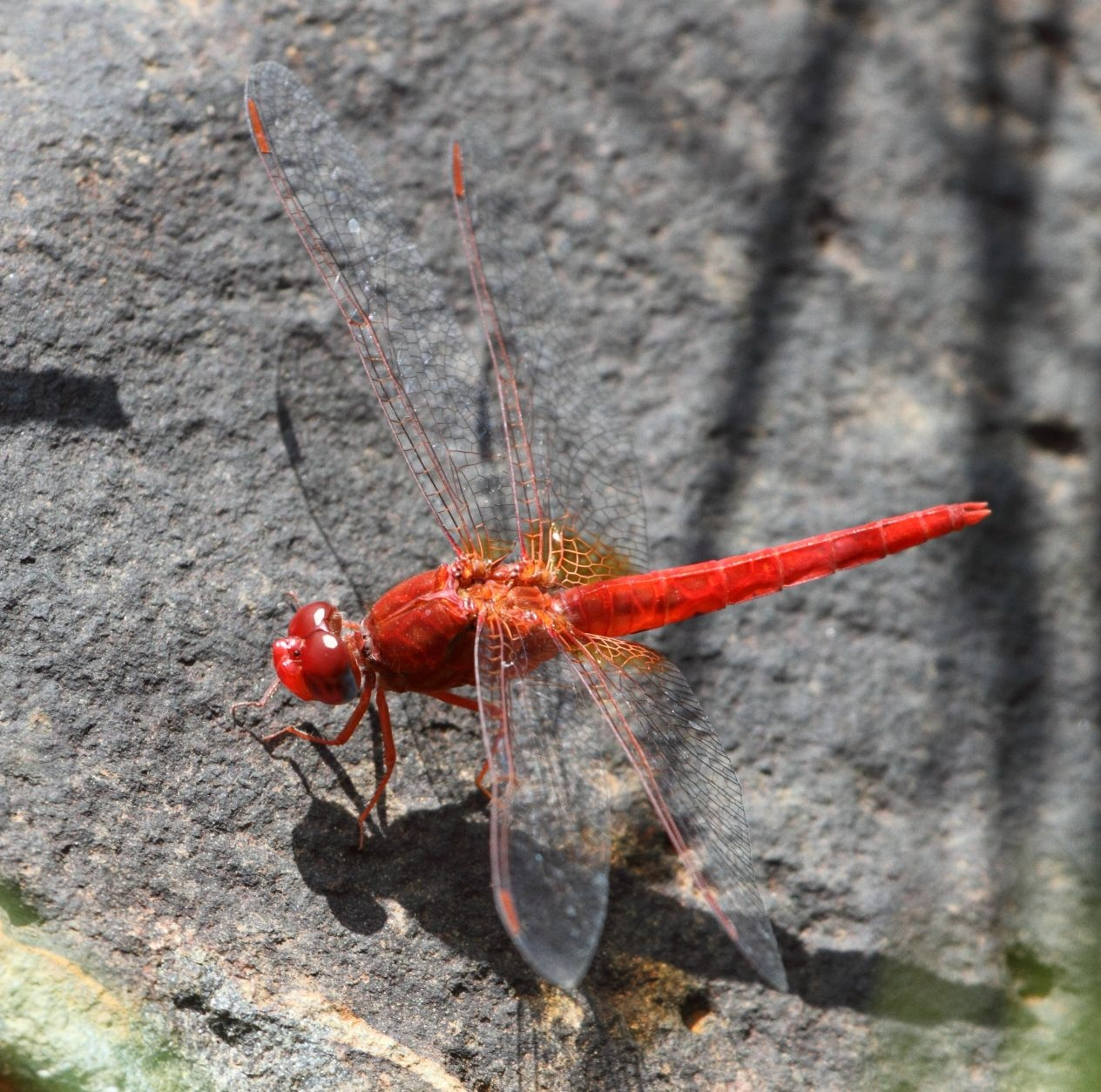
Crocothemis sanguinolenta ♂
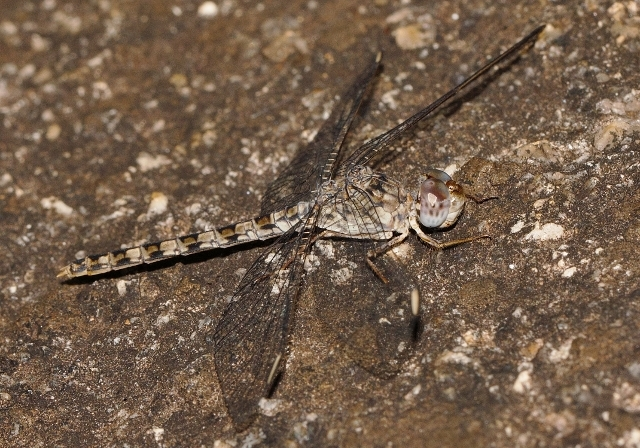
Crocothemis saxicolor ♀
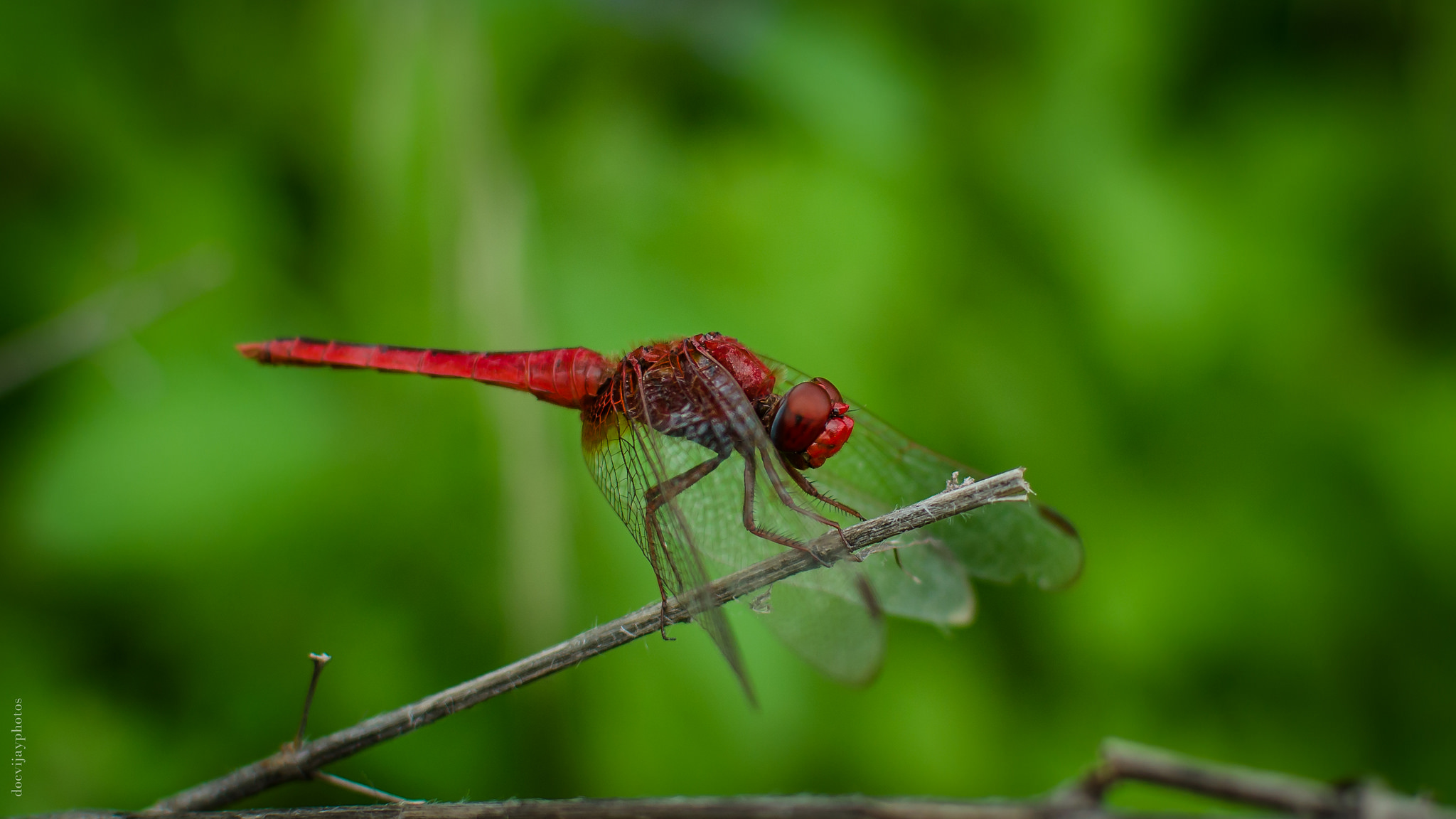
Crocothemis servilia ♂
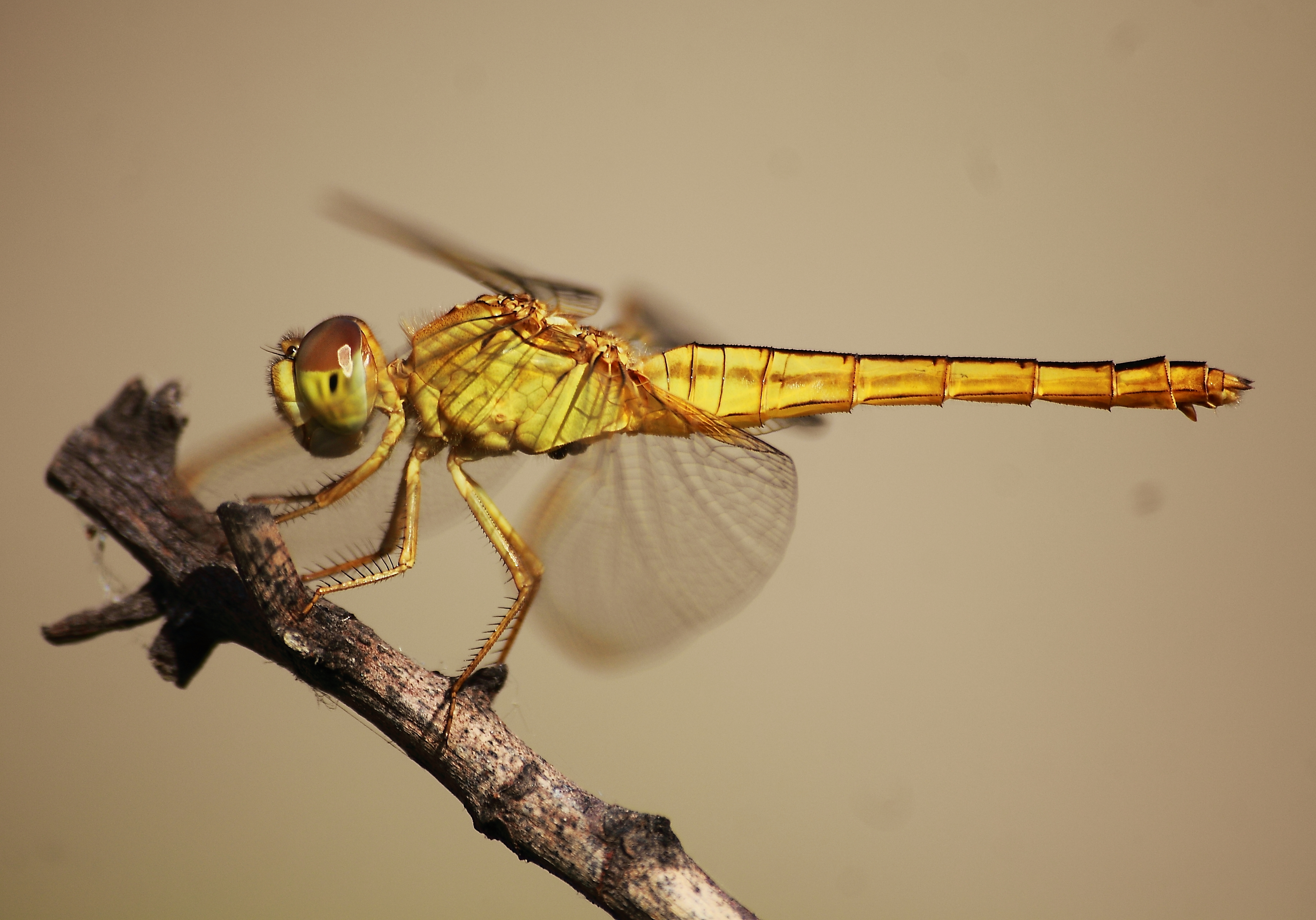
Crocothemis servilia ♀